# Roger Young (regizor)
Roger E. Young (n. 13 mai 1942, Champaign, Illinois) este un regizor american. A câștigat Premiul Emmy în 1980 pentru cel mai bun regizor al unui serial dramatic (Lou Grant, episodul „Cop”) și a fost nominalizat la Globul de Aur.

## Filmografie
| An   | Nume                                         | Tip                 | Creditat ca | Creditat ca | Creditat ca |
| An   | Nume                                         | Tip                 | Regizor     | Scriitor    | Producător  |
| ---- | -------------------------------------------- | ------------------- | ----------- | ----------- | ----------- |
| 1977 | Something for Joey                           | film de televiziune |             |             | Da          |
| 1981 | Bitter Harvest                               | film de televiziune | Da          |             |             |
| 1982 | An Innocent Love                             | film de televiziune | Da          |             |             |
| 1982 | Dreams Don't Die                             | film de televiziune | Da          |             |             |
| 1982 | Two of a Kind                                | film de televiziune | Da          |             |             |
| 1984 | Lassiter                                     | film                | Da          |             |             |
| 1985 | Gulag                                        | film de televiziune | Da          |             |             |
| 1985 | Into Thin Air                                | film de televiziune | Da          |             |             |
| 1986 | Under Siege                                  | film de televiziune | Da          |             |             |
| 1987 | Love Among Thieves                           | film de televiziune | Da          |             |             |
| 1987 | The Squeeze                                  | film                | Da          |             |             |
| 1988 | The Bourne Identity                          | film                | Da          |             |             |
| 1990 | Murder in Mississippi                        | film de televiziune | Da          |             |             |
| 1990 | Love and Lies                                | film de televiziune | Da          |             |             |
| 1991 | Held Hostage: The Sis and Jerry Levin Story  | film de televiziune | Da          |             |             |
| 1991 | Doublecrossed                                | film de televiziune | Da          | Da          |             |
| 1991 | Nightmare in Columbia County                 | film de televiziune | Da          |             |             |
| 1992 | Jewels                                       | film de televiziune | Da          | Da          |             |
| 1993 | For Love and Glory                           | film de televiziune | Da          | Da          |             |
| 1993 | Geronimo                                     | film de televiziune | Da          |             |             |
| 1994 | Getting Gotti                                | film de televiziune | Da          |             |             |
| 1994 | Mortal Fear                                  | film de televiziune |             | Da          |             |
| 1995 | Virus                                        | film de televiziune |             | Da          |             |
| 1995 | Joseph                                       | film de televiziune | Da          |             |             |
| 1995 | Moses                                        | film de televiziune | Da          |             |             |
| 1996 | The Siege at Ruby Ridge                      | film de televiziune | Da          |             |             |
| 1997 | Sisters and Other Strangers                  | film de televiziune | Da          |             |             |
| 1997 | Heart Full of Rain                           | film de televiziune | Da          |             |             |
| 1997 | Final Descent                                | film de televiziune |             | Da          |             |
| 1997 | Solomon                                      | film de televiziune | Da          |             |             |
| 1998 | A Knight in Camelot                          | film de televiziune | Da          |             |             |
| 1998 | Kiss the Sky                                 | film de televiziune | Da          |             |             |
| 1999 | Jesus                                        | film de televiziune | Da          |             |             |
| 1999 | One Special Night                            | film de televiziune | Da          |             |             |
| 1999 | Solomon                                      | film de televiziune | Da          |             |             |
| 2000 | The Bible: Paul of Tarsos                    | film de televiziune | Da          |             |             |
| 2000 | The Thin Blue Lie                            | film                | Da          |             | Da          |
| 2002 | Dracula                                      | miniserial TV       | Da          | Da          |             |
| 2003 | Imperium: Augustus                           | film de televiziune | Da          |             |             |
| 2004 | The Perfect Husband: The Laci Peterson Story | film de televiziune | Da          |             |             |
| 2005 | Hercules                                     | miniserial TV       | Da          |             |             |
| 2012 | Barabbas                                     | miniserial TV       | Da          |             |             |